# Río Großache
El Großache es un río de 79 kilómetros de longitud situado en el este del estado austriaco de Tirol y en la región bávara de Chiemgau.

## Nombres
El río se conoce con cuatro nombres diferentes, cada uno de los cuales se aplica a una sección distinta de su curso: por encima de Kitzbühel es el Jochberger Ache, desde Kitzbühel hasta St. Johann en el Tirol se conoce como el Kitzbüheler Ache, en su tramo medio como el Großache, nombre que también se utiliza para toda la sección austriaca, y en su tramo inferior en Alemania como el Tiroler Achen. Nace en el paso de Thurn, en el territorio del estado de Salzburgo, y llega a la frontera tirolesa después de sólo 400 metros y a la frontera alemana después de 55 kilómetros, desembocando 24 kilómetros después cerca de Grabenstätt en el lago Chiemsee.
El Großache no es el único río cuyo nombre cambia en la frontera de dos países que comparten la misma lengua. Una variante de su nombre austriaco es el Große Ache; el tramo bávaro también se llama Tiroler Ache. El término Achen no es una forma plural, sino una peculiaridad del dialecto bávaro. También se utiliza el nombre Kössener Ache.

## Curso
La fuente nominal del Jochberger Ache se encuentra a 1.270 m sobre el nivel del mar en el paso de Thurn. Sin embargo, algunos de sus primeros afluentes son más grandes y tienen un mayor caudal. El más importante es el Trattenbach, que nace como un hilillo en un circo alto a unos 1.900 m sobre el nivel del mar, entre las montañas del Zweitausender y el Rossgruberkogel, al sur del Kleiner Rettenstein, y se alimenta de varios otros manantiales antes de unirse al Jochberger Ache.
Los valles de Jochberger Ache y Kitzbüheler Ache están rodeados por los Alpes de Kitzbühel. Los picos situados al final de los valles laterales tienen alturas de hasta 2.363 m (el Geißstein), mientras que en los alrededores de Kitzbühel son inferiores a los 2.000 m. El Großache constituye el límite oriental de los Montes Kaiser. Poco después de St. Johann, todavía en el valle de Leukental, se encuentran los pueblos de Kirchdorf in Tirol y Erpfendorf. Entre Kössen, que se encuentra en un valle de este a oeste que se abre a la fosa del Inn y que también se conoce como Kaiserwinkl, y el valle de Baviera, cerca de Schleching, el río atraviesa los Alpes de Chiemgau en un estrecho desfiladero, el Entenloch. Cerca de Grassau, el Tiroler Achen llega a la precordillera alpina.
El Tiroler Achen desemboca finalmente en el lago de Chiemsee y, desde allí, a través del río Alz, pertenece al sistema fluvial de la derecha del Inn y del Danubio, cuyas aguas llegan finalmente al Mar Negro. Sus principales afluentes, además de su cabecera, son el Kitzbühler, el Fieberbrunner y el Reither Ache, poco antes de Kössen el Schwarzlofer desde Reit im Winkl, y en Kössen el Kohlenbach y el Weißenbach desde el lago de Walchsee.

## Obras y conservación del agua
El aumento de los asentamientos en los valles de Leuken y Achen, los valles inferiores del Ache, desde la década de 1960 provocó una fuerte contaminación del Tiroler Achen, y por tanto del Chiemsee, con aguas residuales. En los años 70, la calidad de sus aguas se calificó de "crítica". Sólo si se dota a los asentamientos situados a lo largo del río de sistemas de alcantarillado adecuados y se construyen modernas granjas de aguas residuales, por ejemplo en Kössen y Grassau (obras de alcantarillado del valle del Achen), podría reducirse significativamente la contaminación del río.
La zona del delta del río donde desemboca en el Chiemsee está designada como reserva natural.
Entre 1996 y 2001 se renaturalizó el Großache en la zona de Kirchdorf en Tirol, como parte del proyecto de protección contra las inundaciones de Kirchdorf. Para ello se profundizó el lecho del río y se ampliaron las orillas para producir un mayor volumen de drenaje. Para garantizar la seguridad en caso de inundación importante, el lecho del río se rebajó 1,8 m en una distancia de 6,5 km y la sección transversal se amplió hasta una media de 60-100 m. En la llanura de inundación se reservó una zona de 20 ha para la retención de inundaciones. Además de la protección contra las inundaciones, esta innovadora estrategia ha aportado beneficios adicionales en forma de conservación de la naturaleza y de esparcimiento humano.